# Кармак (Свердловская область)
Кармак — посёлок в Тугулымском городском округе Свердловской области, России.

## Географическое положение
Посёлок Кармак муниципального образования «Тугулымского городского округа» расположена в 14 километрах к востоку-северо-востоку от посёлка Тугулым (по автотрассе в 16 километрах). В посёлке имеется железнодорожная станция Кармак Транссибирской железной дороги, в 2 километрах к югу от посёлка находится Сибирский тракт.

## История
С татарского Кармак – это крючок, удочка.

## Успенская церковь
В 1878 году была построена каменная, однопрестольная церковь, которая была освящена в честь Успения Пресвятой Богородицы. Успенская церковь была закрыта в 1930-е годы.

## Николаевская церковь
В 1898 году была построена деревянная, однопрестольная церковь, которая была освящена во имя святого Николая, архиепископа Мирликийского. Николаевская церковь была закрыта в 1930-е годы.

## Население
| 2002 | 2010 | 2021 |
| ---- | ---- | ---- |
| 267  | ↘265 | ↘196 |